# Kopr vonný
Kopr vonný (Anethum graveolens) je rostlina z čeledi miříkovitých (Apiaceae), zástupce rodu Anethum.

## Popis
Kopr vonný je jednoletá bylina s šedozelenou, rýhovanou dutou lodyhou a pochvovitými, mnohonásobně zpeřenými listy, vyrůstajícími střídavě z lodyhy. Rostlina dorůstá výšky až 1 m. Kvete od června do září malými žlutými květy složenými do velkých okolíků, v nichž dozrávají semena – dvounažky. Celá rostlina má výraznou charakteristickou vůni.

## Pěstování a původ
Kopr pochází z východní oblasti Středozemí a ze západní Asie a jeho historie sahá až do starověku. Nacházíme o něm zmínky ve staroegyptských nápisech pod názvem „ammisi“ a Řekové a Římané, kteří ho na svých výpravách přinesli až na sever Alp, ho pojmenovali „anethon“. Roku 812 Karel Veliký, vědom si jeho kulinářského i léčivého významu, nařídil pěstovat kopr na svých statcích.
V současnosti se pěstuje na zahradách a na polích především jako významné koření a zelenina. Ke zdárnému vývoji potřebuje slunce a teplo, vzhledem ke své křehkosti by neměl být vysazován na větrných místech. Jinak je to rostlina na pěstování nenáročná, na zahrádce se často množí samovýsevem. Nenáročný je i na půdní podmínky, prospívá i ve velmi chudé půdě – vyhovují mu půdy hlinité, propustné a lehčí s dostatečnou zásobou živin, naopak nesnáší půdy těžké a zamokřené, vhodné nejsou ani suché polohy a kamenité půdy. Je citlivý na hnojiva obsahující chlór.
Při cíleném pěstování se vysévá záhy od března do konce července nahusto do řádků 20 cm vzdálených. Za 6 týdnů po výsevu již můžeme sklízet nať. Kopr je jednoletá rostlina a rostliny z prvních jarních výsevů přinášejí semena v témže roce na podzim.

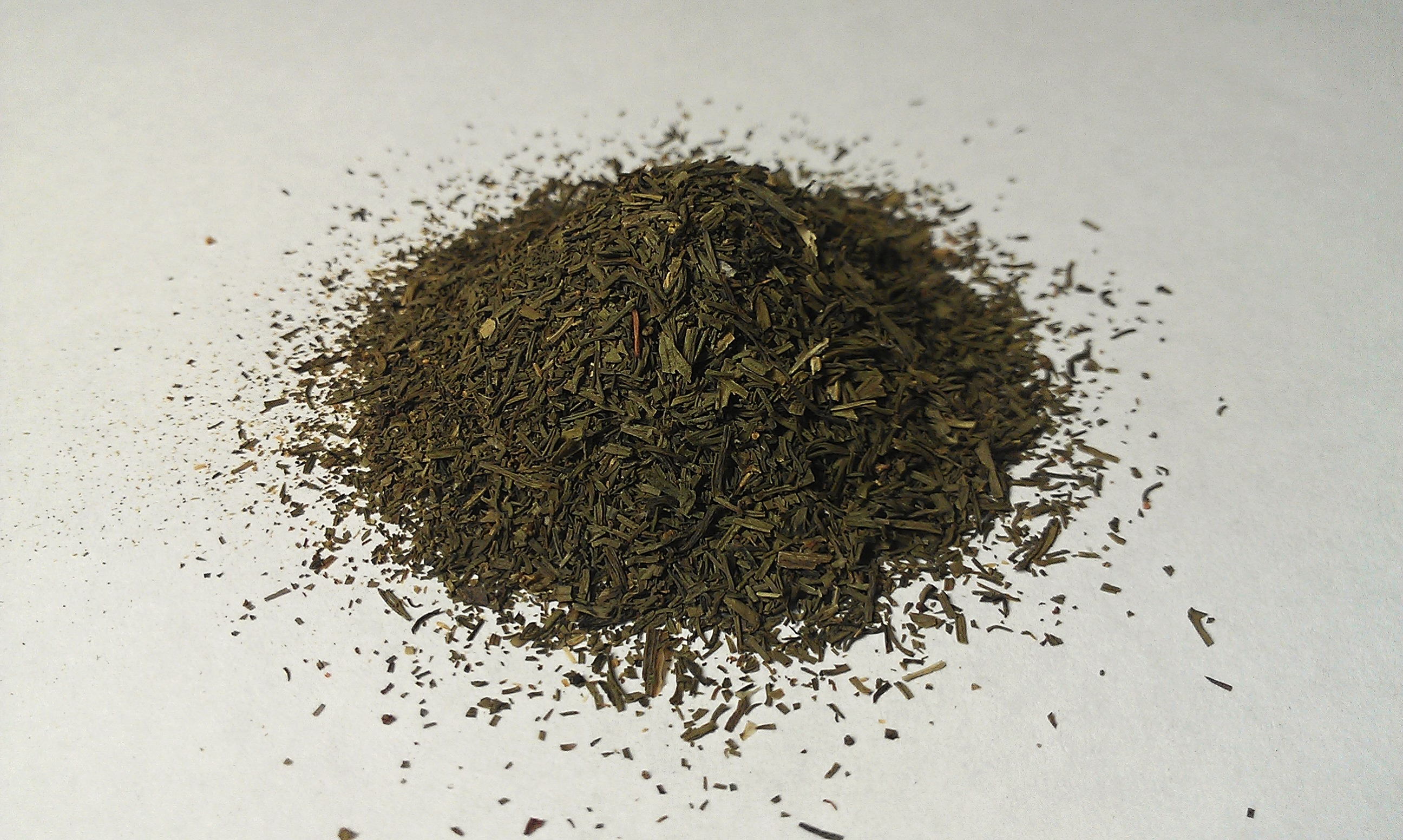
Koření

## Využití
Kopr se používá jako zelenina, koření a jako léčivka. Užívají se celé rostliny kromě kořenů – nať, listy, kvetoucí okolíky, zralé i nezralé semeno.
Na zeleno se sklízí do svazečků 15 až 20 cm vysoká mladá nať, ke konzervování se sklízí nať ve fázi prodlužovacího růstu. Lze sklízet až do doby květu. Výborně se suší. Chceme-li získávat semena, která při dozrávání snadno vypadávají, posekáme rostliny před jeho dozráním zrána za rosy a svážeme je do snopků, které dosušíme v panácích. Poté semena vymlátíme a dosušíme v tenké vrstvě.

### Využití v kuchyni
Bylina se používá především jako dochucovadlo k rybám a vařenému masu i syrové zeleniny, do mléčných omáček a polévek, pomazánek a salátů. Koprová nať je důležitou součástí jak bylinkového octa, tak nálevu na nakládané okurky, zelí a cibule. Pro zimní zásobu konzervujeme nasekané listy do soli či do octového nálevu. Můžeme je rovněž sušit, ale velmi opatrně a rychle v proudu vzduchu ne teplejšího než 30 °C, jinak voňavý a velmi snadno prchavý éterický olej vytěká. Sušený kopr pak uchováváme v dobře těsnicích nádobách. Z téhož důvodu přidáváme kopr k teplým pokrmům až těsně před podáváním.

### Léčivé účinky
Koprový čaj působí tišivě při zažívacích obtížích a nadýmání. Díky svým močopudným vlastnostem je doporučován na ledvinová onemocnění. Kopr podporuje tvorbu mléka u kojících matek, podporuje tvorbu žaludečních šťáv, tiší kašel, pomáhá při nespavosti. Semena kopru obsahují vitamín C, A, dále silice, vápník, fosfor a mnoho dalších minerálních látek. Koupel s koprovými semeny posiluje nehty. Žvýkání koprových semen způsobuje sladší dech.

## Zajímavosti z historie
Římští gladiátoři si před zápasem natírali koprem ruce a nohy pro posílení svalů. Koprem se později posilovali i atleti. Podle pověr tato rostlina dokonce zaháněla démony; Spálená semena, položená na ránu, ji brzy zahojí.[zdroj⁠?!]